# 丸投げ
丸投げ（まるなげ）とは、土木建設業界で、発注者から仕事を請け負った元受けが、下請から手数料などを取って仕事をそっくり譲ること。あるいは、本来なら担当すべき業務をそっくり他人に任せること。

## 概要
OEMに代表されるように一括請負契約は契約の常態化している形態の一つであり、いわゆる丸投げそのものが違法･不法な契約形態と認識されているわけではない。たとえば商社は多くは企画営業に特化しており、商品の製造や流通は外部の資本関係のない企業に「丸投げ」することが固定化している。この契約が違法とされることはない（アウトソーシング）。
建設業界は戦前からの業界の発展の経緯から、この慣習に乗じて支配的な立場にある大手の建設業者（大手ゼネコン）がマージンを稼ぐため、立場の弱い下請業者に「丸投げ」を常用してきた経緯があり、一括下請負は建設業法制定の当初から原則禁止されている。建設業と丸投げの問題は戦後すぐの第二回衆議院予算委員会ですでに取上げられており、独占禁止法との関係（優越的な地位の乱用）から議論が深められ1949年（昭和24年）の立法に反映されることとなった。この議論は職業安定法における間接雇用（いわゆる派遣）の禁止とともに労働者の権利保護の観点を含んでいた。
実際に業務を行う企業が自ら顧客を集められるのであれば、バックマージンを取られる丸投げを受注する必要はない。しかし、受託側の企業等は、自ら業務を受注してくる営業能力が不足していることが多く、また、商慣行上必ず「丸投げ」を受けないと受注できない仕組みになっていることが問題視されることもある。
ソフトウェア業界では多重下請や丸投げの問題が指摘されており、公正取引委員会は令和4年6月に実態調査報告書を公表し、立ち入り検査の強化や取引改善を後押しする方針を示した。

## 丸投げの問題点
- 優越的地位の濫用
- 公益法人を経由することによる天下りや脱税の発生
- 丸投げ（スルー取引）による売上高粉飾の余地の発生（循環取引）
- 談合の温床として利用されがちである
- 品質問題･･･構造計算書偽造問題以降、いわゆるデベロッパーとコンストラクターとの不適切な関係が注目され、建設業法の一部が改正された[7]。
- 正社員より立場の弱い非正規雇用の労働者（アルバイト・パート）や、請負社員への責任の転嫁
  - 業務の丸投げにより、委託者が不当に責任を逃れることがある